# 네거티브 스페이스

루빈의 꽃병은 꽃병을 둘러싼 공간이 두 사람의 얼굴 옆모습으로 보이게 하는 착시 현상으로, 도형과 배경이 서로 바뀌어 보이는 도형-배경 전환(Figure-Ground Reversal)의 대표적인 예이다. 이 착시는 주변의 네거티브 스페이스를 강조함으로써 생긴다.

페덱스의 로고는 E와 x 사이에 화살표 모양을 포함하고 있다. 이 화살표는 완전한 실루엣 형태는 아니므로 그 효과가 미묘하여 알아차리기 어려울 수 있다.

1993년부터 2017년까지 사용된 포뮬러 원의 로고에는, 네거티브 스페이스로 검은색 F와 속도를 나타내는 빨간색 형태 사이에 숫자 1이 나타나 있다.

네거티브 스페이스(영어: negative space) 또는 네거티브 볼륨(영어: negative volume)은 미술과 디자인에서 이미지 속 대상 주위나 사이에 존재하는 빈 공간을 의미한다. 그래픽 디자인에서는 이를 '화이트 스페이스(white space)'라고도 한다. 네거티브 스페이스는 주로 어떤 대상이 아닌, 그 주위의 공간이 예술적이거나 흥미로운 형태를 형성할 때 가장 두드러지며, 때로는 이러한 공간 자체가 이미지의 ‘진짜’ 주제로 사용되기도 한다.

## 개요
네거티브 스페이스의 활용은 예술적 구도의 핵심 요소 중 하나이다. 일본어로는 이를 ‘마(間)’라고 하며, 예를 들어 정원 디자인 등에서 이 개념이 사용된다. 하나의 구도에서 시각적으로 더 무게감 있는 부분은 '포지티브 스페이스(positive space)'이며, 덜 중요한 주위 공간은 '네거티브 스페이스(negative space)'로 간주된다.
흑백의 2톤 이미지에서는 일반적으로 검은색으로 대상을 묘사하고 주위 공간은 흰색으로 비워두어 실루엣을 형성한다. 반대로, 대상을 비워두고 주위 공간을 검은색으로 채우면, 그 네거티브 스페이스가 대상 주변의 형태를 만들어내게 된다. 이러한 현상을 전경-배경 착시라고 한다.
인쇄물이나 그래픽 디자인에서 효과적인 전달이 목표일 때, 네거티브 스페이스의 활용은 매우 중요하다. 이는 타이포그래피 안에서뿐만 아니라 전체 레이아웃에서의 배치와도 관련이 있다. 대소문자를 함께 사용할 때가 모두 대문자로 사용할 때보다 훨씬 더 읽기 쉬운 것도 이러한 네거티브 스페이스의 활용 때문이다. 소문자는 주변 공간의 형태가 다양하게 변화하기 때문에, 각 단어가 독립된 시각적 단위로 쉽게 구별되며, 독자는 글자를 하나하나 해석하지 않고도 빠르게 단어 전체를 인식할 수 있다. 전체 디자인에서도 네거티브 스페이스의 적절한 활용은 효과적인 시각 전달을 가능하게 한다. 오랫동안 흰 종이에 검은 잉크로 인쇄된 역사 때문에, 그래픽 분야에서는 이와 같은 분리를 '화이트 스페이스'라고 부르기도 한다.
의도한 대상에서 시선을 빼앗는 이미지 요소나, 사진에서 초점이 맞는 같은 평면의 다른 물체들은 네거티브 스페이스로 간주되지 않는다. 네거티브 스페이스는 주위를 보여주는 방식으로 대상 자체를 직접 묘사하지 않으면서 대상을 표현할 수도 있다. 이 경우 네거티브 스페이스는 대상의 실루엣을 만들어내게 된다. 대부분의 경우, 네거티브 스페이스는 중립적이거나 대조적인 배경으로 사용되어 주된 대상, 즉 포지티브 스페이스를 강조하는 역할을 한다. 사진에서는 네거티브 스페이스가 '덧없는 그림자(ephemeral shadows)'라는 개념으로도 사용되며, 조명을 통해 보이지 않는 공간의 존재를 암시할 수 있다.

## 활용
구도를 구상할 때 포지티브 스페이스와 네거티브 스페이스의 균형을 고려하고 이를 개선하는 것은 많은 이들이 디자인을 향상시키는 방법으로 여긴다. 이 기본적이지만 자주 간과되는 디자인 원칙은 눈에 "쉴 공간"을 제공하여, 구성 전체에 자연스러운 매력을 더해 준다.
예술에서 네거티브 스페이스의 사용은 음악에서의 ‘침묵’과 비유될 수 있다. 하지만 이 침묵은 인접한 음악적 아이디어와 대비되었을 때에만 효과를 가지므로, 음악에서의 정적인 침묵과 능동적인 침묵의 차이는 예술에서의 네거티브 스페이스 개념과 더 유사하다.
미술에서 네거티브 스페이스는 ‘공기 공간(air space)’이라고도 불리며, 대상 주변과 사이의 공간을 의미한다. 네거티브 스페이스 드로잉에서는 대상을 그리는 것이 아니라, 대상 사이의 공간을 그리는 데 초점을 맞춘다. 예를 들어 식물을 그릴 경우, 잎 자체가 아니라 잎 사이의 공간을 그린다. 이 기법은 사물의 개념적인 의미를 잠시 잊고 형태에만 집중하게 하며, 우리가 머릿속에 그리는 대상을 그대로 옮기는 것이 아니라 실제로 관찰한 형태를 바탕으로 그리게 만든다.

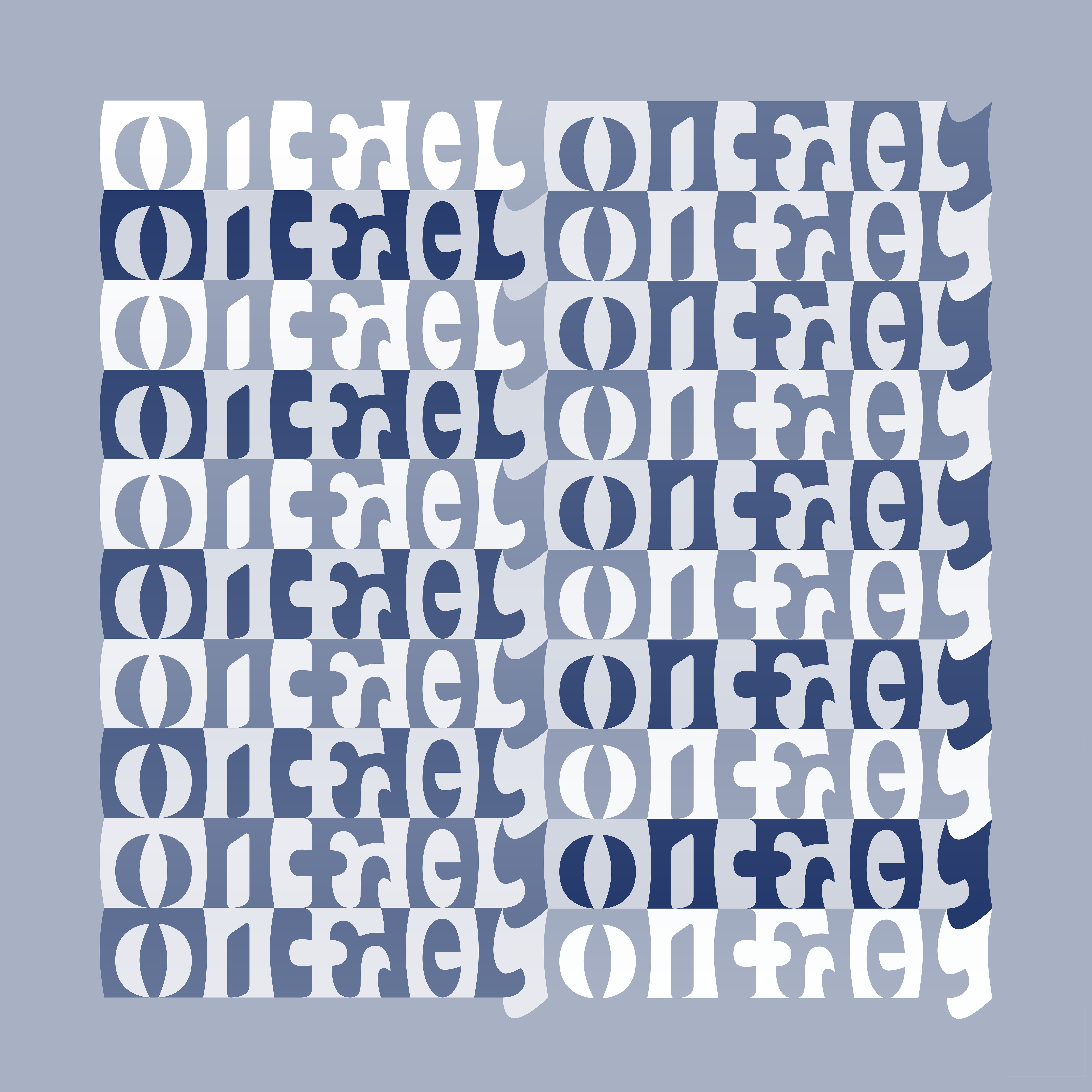
‘미셸 옹프레(Michel Onfray)’라는 이름을 네거티브 스페이스를 활용해 표현한 앰비그램의 예에서는, 이름의 성(姓)이 이름(名)의 글자들로 형성되고, 그 반대로도 작동한다.

이처럼 네거티브 스페이스는 도형-배경 앰비그램이나 테셀레이션에서 회전 시 방향에 따라 다른 단어나 이미지를 나타내는 데 활용된다.